# Globoko pri Šmarju
Globoko pri Šmarju este o localitate din comuna Šmarje pri Jelšah, Slovenia, cu o populație de 68 de locuitori.